# Osterley Park and Spring Grove (metropolitana di Londra)
Osterley Park and Spring Grove è una stazione fantasma della metropolitana di Londra situata sulla District line e sulla Piccadilly line. La stazione fu chiusa nel 1934, spostata in un'altra posizione e ribattezzata semplicemente Osterley.

## Storia
Osterley Park and Spring Grove fu aperta dalla District Railway (DR), oggi la District line, il 1º maggio 1883 sulla nuova estensione della DR dalla stazione di Acton Town verso il terminale di Hounslow Town (a sua volta chiusa nel 1909).
La stazione era servita dalla District Line e, a partire dal 13 marzo 1933, anche dalla Piccadilly Line (la District Line cessò di servire questo tratto della linea nel 1964).
Nel 1934 fu presa la decisione di spostare la stazione dalla sua precedente posizione di circa 350 metri verso ovest. Secondo alcuni, lo spostamento mirava a creare una migliore connessione tra strada e ferrovia collocando la stazione sulla Great West Road (oggi strada A4), all'epoca aperta di recente. Altre fonti accennano invece all'aumento del numero dei passeggeri, cui il vecchio edificio della stazione non riusciva a fare fronte, come ragione per la costruzione del più ampio e moderno edificio dell'attuale stazione di Osterley.
L'edificio della vecchia stazione, così come le piattaforme (solo parzialmente demolite), esiste tuttora. Durante la seconda guerra mondiale fu utilizzato per alloggiare soldati. Dal 1967 ospita una libreria, la Osterley Bookshop.